# Andrei Rațiu
Andrei Florin Rațiu (* 20. června 1998) je rumunský fotbalista, který hraje jako obránce za Rayo Vallecano a rumunskou reprezentaci.
Rațiu prošel akademií Villarrealu, ale v A-týmu nedebutoval. Po hostování v nizozemském klubu ADO Den Haag v letech 2020 až 2021 přestoupil do Huescy. O dva roky později přestoupil do Rayo Vallecano, za které debutoval v La Lize.
Rațiu debutoval v seniorské reprezentaci Rumunska v září 2021 proti Islandu. Byl součástí týmu na Mistrovství Evropy ve fotbale 2024.